# Ninho do Açor
Ninho do Açor ist ein Ort und eine ehemalige Gemeinde (Freguesia) im portugiesischen Kreis Castelo Branco. In ihr wohnten 393 Einwohner (Stand 30. Juni 2011).
Am 29. September 2013 wurden die Gemeinden Ninho do Açor und Sobral do Campo zur neuen Gemeinde União das Freguesias de Ninho do Açor e Sobral do Campo zusammengeschlossen. Ninho do Açor ist Sitz dieser neu gebildeten Gemeinde.